# Campionati sudcoreani di ski cross 2015
I Campionati sudcoreani di ski cross 2015 si sono svolti ad Alpensia il 9 marzo. Il programma ha incluso sia la gara femminile che la gara maschile.
Trattandosi di competizioni valide anche ai fini del punteggio FIS, vi hanno partecipato anche sciatori di altre federazioni, senza che questo consentisse loro di concorrere al titolo nazionale sudcoreano.

## Risultati

### Uomini
| Pos. | Atleta        | Nazione       |
| ---- | ------------- | ------------- |
| 1    | Park Hyun     | Corea del Sud |
| 2    | Han Sang-Hyun | Corea del Sud |
| 3    | Choi Ji-Hoon  | Corea del Sud |
| 4    | Yi Dong-Heon  | Corea del Sud |

### Donne
| Pos. | Atleta        | Nazione       |
| ---- | ------------- | ------------- |
| 1    | Kim Soo-Kyung | Corea del Sud |
| 2    | Kim Seo-Hee   | Corea del Sud |